# Wadicosa fidelis
Wadicosa fidelis là một loài nhện trong họ Lycosidae.
Loài này thuộc chi Wadicosa. Wadicosa fidelis được Octavius Pickard-Cambridge miêu tả năm 1872.